# Centaurea calva
Centaurea calva là một loài thực vật có hoa trong họ Cúc. Loài này được Ledeb. ex DC. mô tả khoa học đầu tiên năm 1838.